# Heinrich Korbsch
Heinrich Georg Korbsch (* 26. März 1893 in Krappitz; † 9. September 1984) war ein deutscher Psychiater und Hochschullehrer.

## Leben
Korbsch war der Sohn eines Sanitätsrates. Er begann nach dem Abitur 1914 ein Medizinstudium an der Universität Breslau, das er 1915 aufgrund seiner Teilnahme am Ersten Weltkrieg unterbrach. Nach Kriegsende setzte er sein Studium in Breslau fort und legte dort 1921 das Staatsexamen ab. Nach dem Medizinalpraktikum am Städtischen Krankenhaus in Breslau und der dortigen Universitätsnervenklinik bei Robert Wollenberg wurde er 1922 an der Universität Kiel zum Dr. med. promoviert. Anschließend war er als Assistenzarzt unter Ernst Siemerling an der Kieler Universitätsnervenklinik tätig und ab 1925 an der Universitätsnervenklinik in Münster, wo er sich 1929 habilitierte. Danach wirkte er an der Universität Münster als Privatdozent für Psychiatrie und Neurologie und wurde 1930 Oberarzt sowie stellvertretender Klinikdirektor unter Ferdinand Adalbert Kehrer.
Zum 1. April 1933 trat Korbsch der NSDAP bei (Mitgliedsnummer 1.640.917) und betätigte sich bis 1934 für die Partei als Zellenleiter und Blockwart für die Ortsgruppe Münster Nord-West. Ab 1934 war er Mitglied der SS. Ab 1934 war er Gauamtsleiter im Gau Westfalen-Nord und war dort von 1935 bis 1941 für das Rassenpolitische Amt in Sachen Erbgesundheit tätig.
Korbsch erhielt 1935 eine Anstellung als Oberarzt an der Anstalt Münster-Marienthal. Zudem war er ab 1936 als Gerichtsarzt und Gutachter für das Oberversicherungsamt Münster tätig. Er wirkte ab 1939 als außerordentlicher Professor an der Universität Münster. Während des Zweiten Weltkrieges war er unabkömmlich gestellt. Im November 1944 wechselte er nach Auflösung der Anstalt Münster-Marienthal an die Klinik Lengerich.
Nach Kriegsende wurde Korbsch im November 1945 vom Hochschulamt suspendiert und verlor im August 1946 seine Anstellung in Lengerich. Im Februar 1948 wurde er als entlastet entnazifiziert. Pfarrer, Schwestern, Patienten und Professorenkollegen gaben für ihn entlastende Erklärungen ab, so soll er die Euthanasiemaßnahmen abgelehnt, Juden ärztlich korrekt betreut haben und nur anfänglich überzeugter Nationalsozialist gewesen sein. Im April 1948 erhielt er eine Anstellung in der Landesheil- und Krankenanstalt Gütersloh, deren neurologische Abteilung er schließlich leitete. Korbsch betrieb erfolgreich seine Wiedereinstellung in den Hochschuldienst und konnte 1949 seine außerordentliche Professur an der Universität Münster wieder aufnehmen, die er bis zu seinem krankheitsbedingten Ausscheiden 1961 innehatte. Er wurde 1952 zum Obermedizinalrat befördert.
Korbsch hatte in Kiel zunächst zur Histopathologie des zentralen Nervensystems geforscht und in Münster unter anderem zur Histologie der Nerven- und Hirnerkrankungen.

## Schriften (Auswahl)
- Über die Combination von Lues nervosa und aetiologisch andersartiger Meningitis. Dissertation. Breslau 1922.
- mit Manfred Fuhrmann: Lehrbuch der Psychiatrie für Studierende, Ärzte, Psychologen, Theologen und Juristen. 4. Auflage. Verlag f. angewandte Wissenschaften, Baden-Baden 1955.